# Beechwood (manoir Vanderlip)
Pour les articles homonymes, voir Beechwood.
Beechwood est une propriété située sur le fleuve Hudson dans Scarborough-on-Hudson, à Briarcliff Manor. La propriété a notamment été la demeure de Frank A. Vanderlip et de sa famille, et a contribué à la notoriété de Scarborough Historic District. La maison et les biens sont détenus par la famille Vanderlip de 1906 à 1979. La propriété constitue désormais un ensemble de 37 habitations en copropriété.
Aujourd'hui, Beechwood est connu pour être le lieu de tournage du film de 1970 La Fiancée du vampire, et le cadre principal de Savages, un film de 1972 produit par Merchant Ivory Productions (en). En juin 2016, Money Man: Frank Vanderlip and the Birth of the Federal Reserve y est présenté en première. Le film documente la vie de Vanderlip et est tourné à Beechwood.

## Histoire
La première partie de la résidence principale date de 1780, et inclus la cheminée d'origine de la cuisine. Benjamin et Ann Folger ont été parmi les premiers résidents et nommèrent leur résidence « Heartt Place ». Dans les années 1830, Folger cède la propriété à un auto-proclamé prophète, Robert Matthews, qui considérait être la résurrection de Matthias du Nouveau Testament.(p18) Matthews persuade alors ses disciples de financer une extension de la maison, qu'il nomme « Zion Hill ». A cette époque, Isabella Baumfree (Sojourner Truth) travaillera en tant que femme de ménage pour lui. Après avoir dépensé l'argent que ses disciples et Folger lui avait donné, Matthews devient violent. Il est par ailleurs jugé pour meurtre, mais est acquitté par manque de preuves. Cependant, Matthews est reconnus plus tard coupable d'avoir agressé sa grande fille, et purge une courte peine de prison.(p19)
La propriété contenant le manoir est dans la famille Remsen depuis des décennies. Anna Remsen Webb en est l'une des héritières. Dans les années 1890, son mari, demi-frère de Henry Walter Webb ajoute au domaine de nombreuses propriétés, y compris le domaine Remsen et le domaine de William Creighton. Creighton avait nommé sa maison « Beechwood » après l'avoir acheté en 1836. Henry Webb associe le nom de Beechwood au manoir et à la totalité du domaine. Il fait rénover et agrandir le manoir en embauchant R. H. Robertson pour doubler de la taille de la demeure. Robertson conçoit l'expansion dans le style Néo-Colonial, pour s'accorder avec le style fédéral néoclassique de l'original, mais en plus ornementé.
En 1906, Frank Vanderlip achète les 23 acres (9,307769766 ha) de la propriété de la veuve Webb, ainsi que d'autres pour un total de 125 acres (50,58570525 ha). Il embauche William Welles Bosworth peu après pour agrandir encore le manoir, concevoir une aile pour la bibliothèque et ajouter les pelouses du domaine. En 1907, alors que Vanderlip est vice-président de la First National City Bank, il fait livrer à Beechwood deux colonnes cannelée de granit fumé issues du siège au 55 Wall Street (le 55 Wall Street venait d'être rénové, et les colonnes ont été ré-espacée, avec les deux colonnes restantes). Les colonnes sont placées aux deux tiers au-dessus du sol de la porte d'entrée de Beechwood vers l'Albany Post Road (aujourd'hui Route 9), une entrée qui a finalement été fermé en raison de l'augmentation du trafic sur la Route 9 (l'entrée actuelle est sur Scarborough Station Road). Vanderlip fait également une cage pour les lapins de ses enfants à l'aide d'une cage d'ascenseur en fer forgé, provenant également de la banque. Parmi les invités des Vanderlip hébergé dans le manoir, on peut citer Woodrow Wilson, Henry Ford, Sarah Bernhardt, Annie Oakley, Franklin D. Roosevelt, John D. Rockefeller, et Isadora Duncan. Les Frères Wright ont même fait atterrir un avion sur la propriété. En 1910, Vanderlip achète le manoir Woodlea situé à proximité, bien que son épouse Narcissa Vanderlip refuse le déménagement famille en raison de sa préférence pour Beechwood par rapport à la grandiloquence de Woodlea.(p89) Vanderlip, collabore ensuite avec d'autres riches propriétaires pour créer le Sleepy Hollow Country Club, à qui il vend Woodlea en 1912. En 1924, Vanderlip achète 57 acres de la propriété de Rockwood Hall pour son domaine. En 1979, les descendants de Vanderlip vendent la propriété de Beechwood. Trois copropriétés sont construites au cours d'une transformation du manoir dans les années 1980. Une extension ultérieure donne un total de 37 copropriétés sur la propriété de 33 hectares.

## Description
Près du centre de la propriété, à l'angle sud-ouest de la Route 9 et de Scarborough Station Road, se trouve le manoir éponyme disposant de deux grands portiques d'entrées, d'une bibliothèque de deux étages octogonaux, de nombreux porches, de vérandas, et de plus de 100 pièces à l'intérieur. Le pavillon de chasse, le second manoir construit pour la fille des Vanderlip, Charlotte, la maison du médecin des Vanderlip, et la Scarborough School, une école progressive établie par les Vanderlip en 1916 au sud du manoir, constituent les autres grandes structures présentes sur la propriété.
Le parc privé de 80 acres (32,37485136 ha), conçu par Frederick Law Olmsted pour les Vanderlip, possède de vastes pelouses, un bosquet de grands hêtres, des arbres importés et un jardin à l'Italienne avec une alcôve, une fontaine, et un petit bassin à treilles couvertes de glycines. Les pelouses, les jardins à la française et le gazébo en pierre, érigés par les Vanderlip, ont été conservés et sont utilisés pour les cérémonies de mariage qui se produisent de temps en temps sur la propriété.

Le domaine de Beechwood contient également une remise, une maison de gardien, un court de squash (qui n'existe plus), et un atelier d'artiste en stuc blanc nommé Beech Twig et qui fut la maison à l'auteur John Cheever, dont les enfants ont fréquenté l'école sur la propriété. La famille loua la maison jusqu'à ce qu'ils aient déménagé à Ossining. L'intérieur du bâtiment correspond aux descriptions faites par Cheever dans quelques-unes de ces histoires courtes. Le romancier Richard Yates vécu aussi dans cette maison pendant son enfance, ainsi que d'autres artistes, écrivains et compositeurs. Le bâtiment du garage est situé au nord-est du manoir. Il s'agit d'un bâtiment en béton au toit plat et de deux étages datant du début des années 1900.

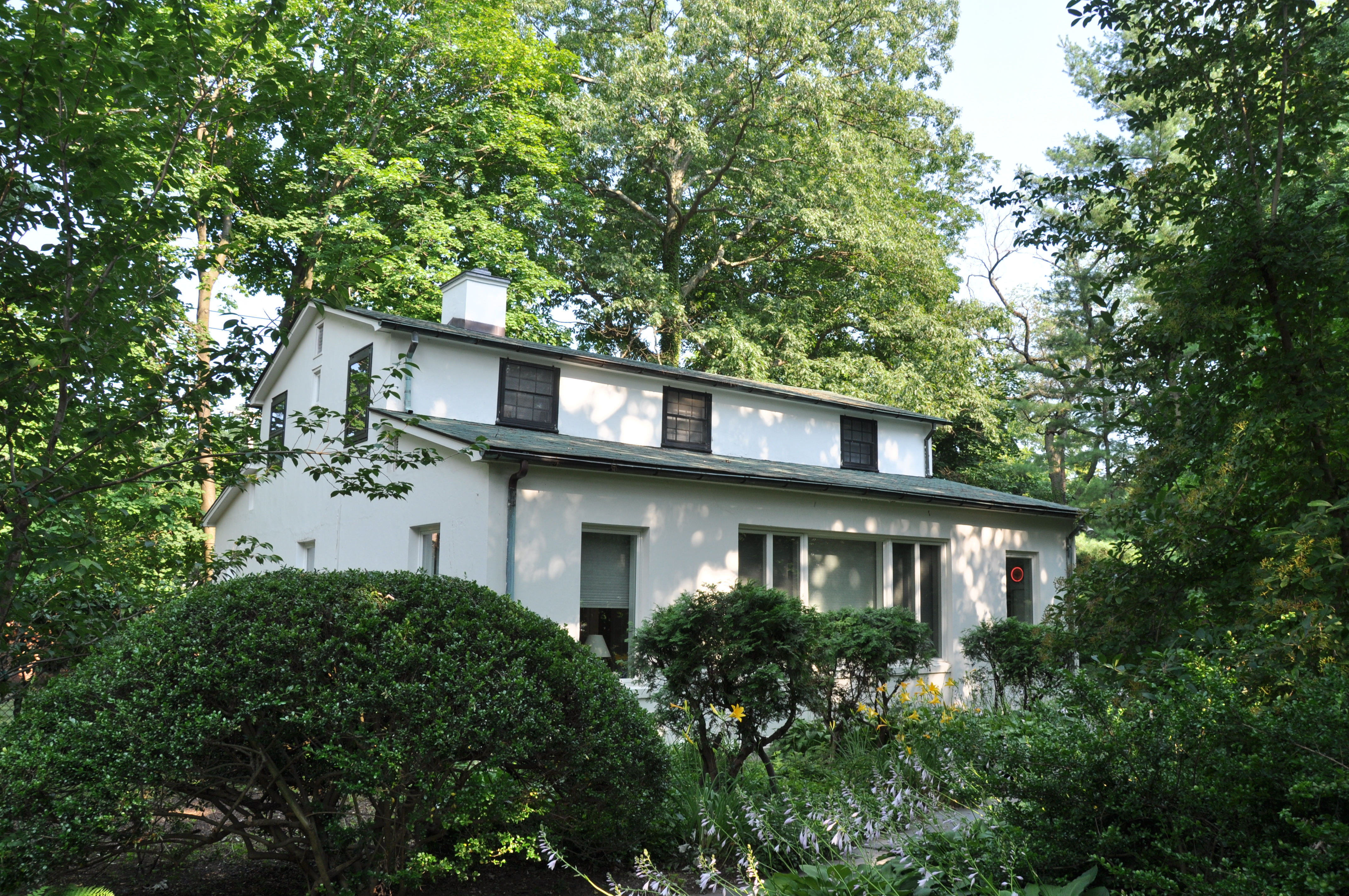
Beechtwig, one of two guest houses
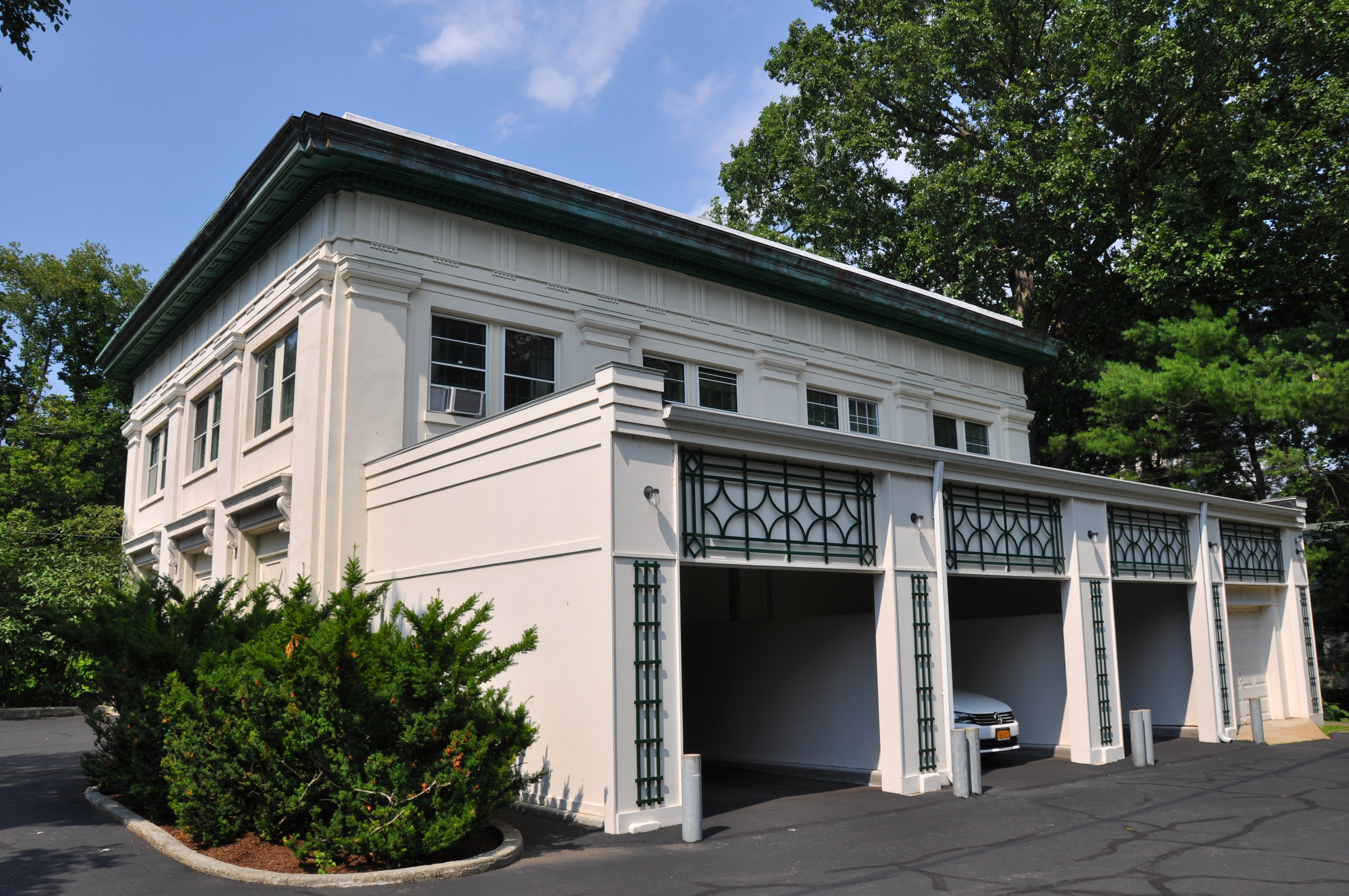
Beechwood's two-story seven-bay Art Deco garage
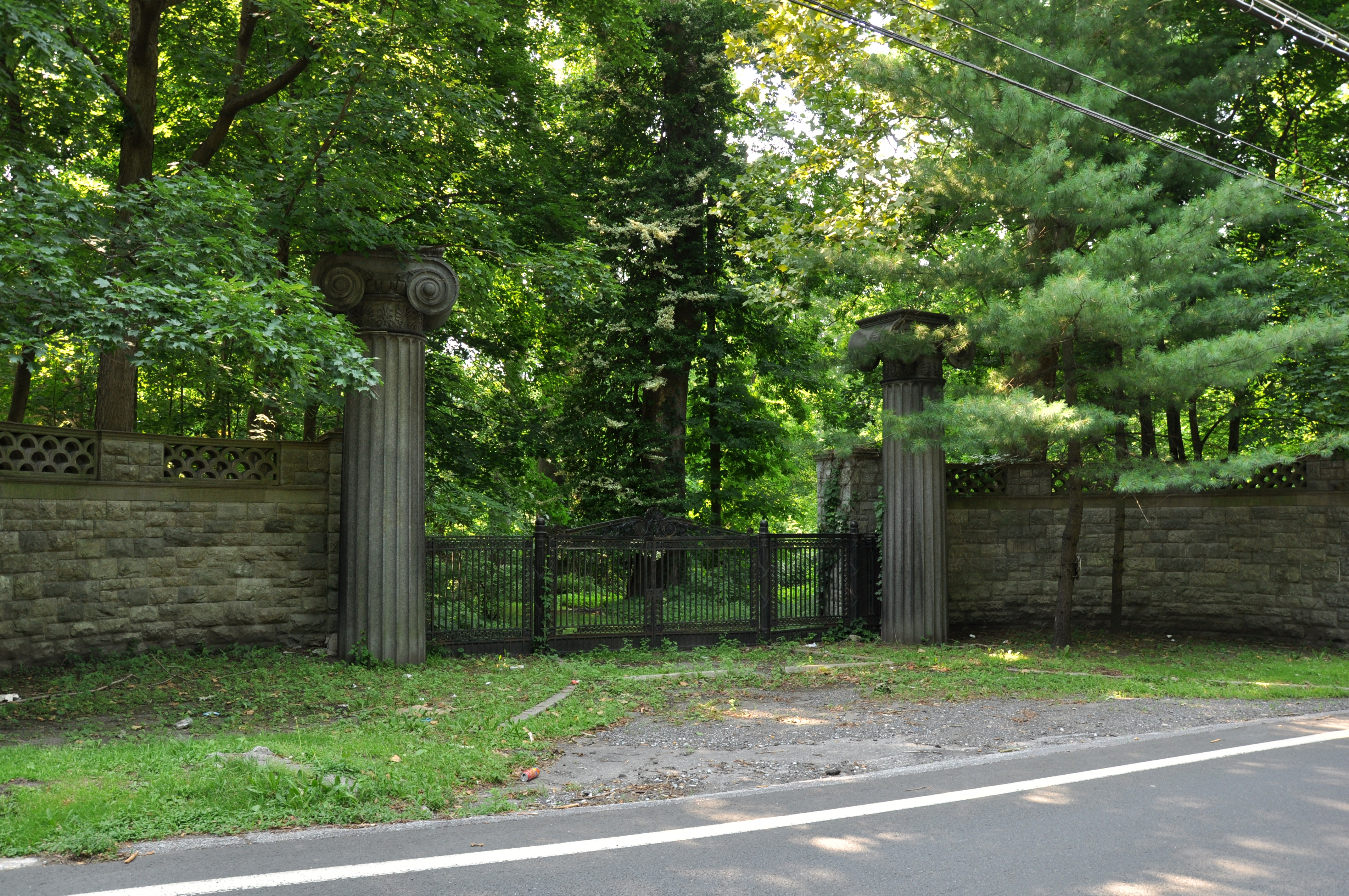
The former entranceway, designed by William Welles Bosworth
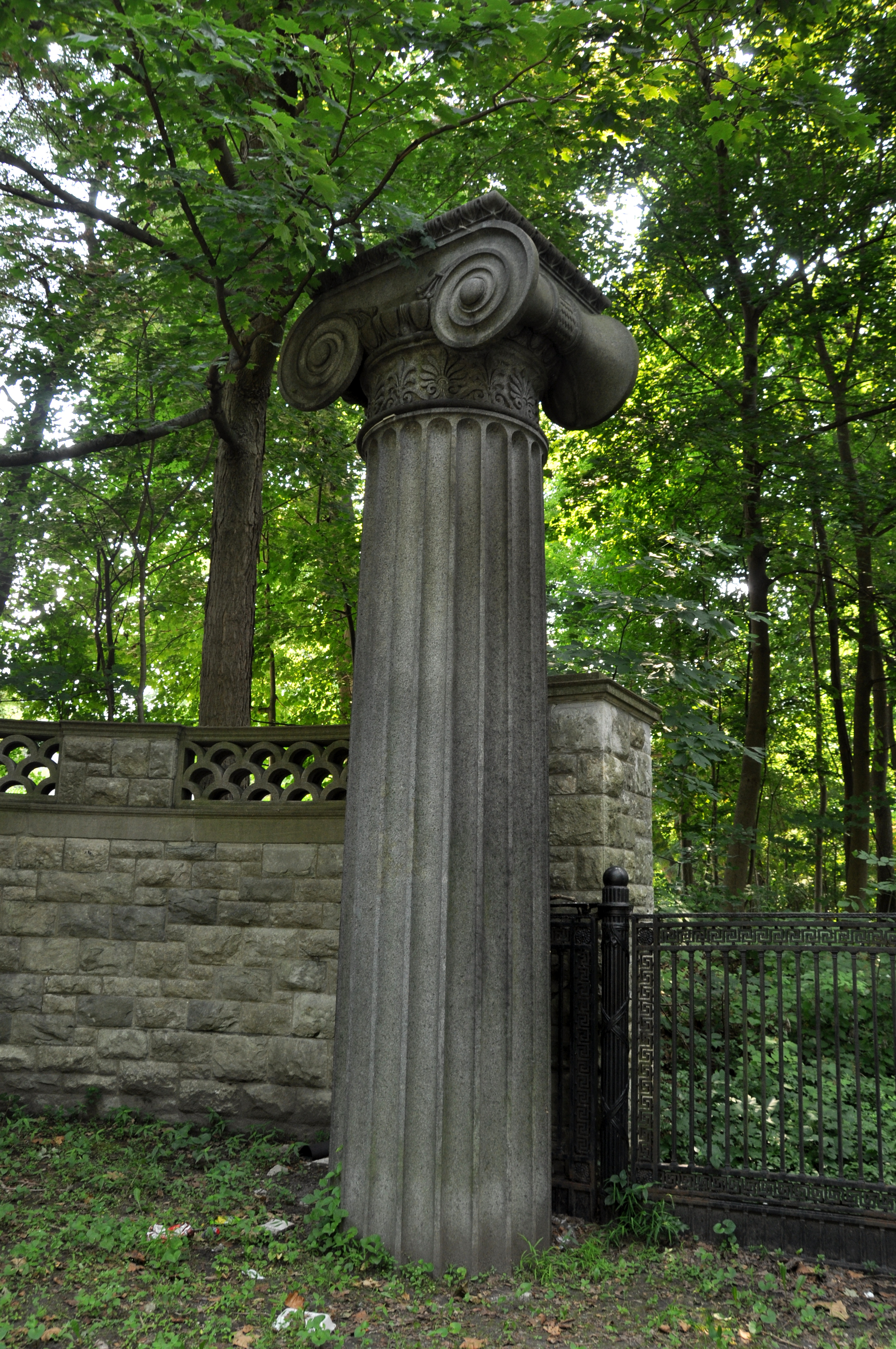
An Ionic column from 55 Wall Street